# Nakusp
Nakusp es un pueblo canadiense situado en la provincia de Columbia Británica.

## Superficie
Nakusp tiene una superficie de 8,04 km².

## Demografía
En 2021, tenía 1589 habitantes, una densidad poblacional de 197,7 hab./km², y 831 viviendas.